# إينيس فيرنانديث أوردونييث
إينيس فيرنانديث-أوردونييث إيرنانديث (مدريد، 17 ديسمبر 1961) هي عالمة لغويات إسبانية وعضو في الأكاديمية الملكية الإسبانية.

## سيرتها الذاتية
تنتمي إينيس فيرنانديث-أوردونييث إلى عائلة من السياسيين والمهندسين. هي ابنة خوسيه أنطونيو فيرنانديث-أوردونييث، الذي كان مهندسًا ورئيسًا لمجلس أمناء متحف برادو، وتوفي عام 2000. كما أنها ابنة شقيق السياسي فرانثيسكو فيرنانديث أوردونييث|فرانسيسكو فيرنانديث-أوردونييث والاقتصادي ميغيل أنخيل فيرنانديث-أوردونييث.
درست فقه اللغة الإسبانية في جامعة مدريد، وكذلك في عدة جامعات أوروبية مثل بيليفيلد، باريس، وكامبريدج.
كمحققة في علم اللغة وفقه اللغة، فهي متخصصة في اللهجات الريفية للإسبانية، سواء الحديثة أو التاريخية، وتهتم بشكل خاص بالتغيرات النحوية. كما أنها كانت تلميذة دييغو كاتالان مينينديث-بيدال، مما يجعلها تنتمي إلى مدرسة رامون مينينديث.
في خطاب قبولها بعضوية الأكاديمية الملكية الإسبانية، قدمت مراجعة لنظريتها حول تشكّل اللغة الإسبانية، حيث دافعت عن دور اللهجات الأخرى بجانب القشتالية في تطور اللغة.
منذ عام 1990، تتولى إينيس فيرنانديث-أوردونييث إدارة مشروع "كوربوس اللغة الإسبانية الشفوية والصوتية" (COSER)، والذي تم إنشاؤه بمساهمة عدة أجيال من الطلاب. يجمع هذا الكوربوس أكثر من 700 موقع ريفي في شبه الجزيرة الإيبيرية و900 ساعة من التسجيلات للغة المنطوقة.
وفقًا لما ذكرته في مقابلة نشرتها الأكاديمية الملكية الإسبانية، نشأ هذا المشروع من دافع مهني بحت، حيث لاحظت أن معظم المصادر التي يتم تدريسها في علم اللهجات تركز على اللغة الإستونيه والأراغونية، مع وجود عدد قليل فقط من الدراسات حول القشتالية والتنوع اللغوي في المناطق الريفية، بالإضافة إلى ندرة الأبحاث حول التغيرات النحوية. في عام 1988، لم تكن هناك سوى مصادر محدودة جدًا. وفي تلك الفترة، قرأت مقالًا لخبيرة علم الاجتماع اللغوي فلورا كلاين أندرو، التي قارنت طريقة الحديث في سوريا بلد الوليد. بعد ذلك، طلبت منحة بحثية للقيام بدراسات ميدانية، وحين أدركت مدى الفرص البحثية المتاحة، بدأت بتسجيل المقابلات عام 1990.
بعد بضع سنوات، اعترف مجلس إدارة الجامعة التي كانت تعمل بها بأن هذه الدراسة تعد جزءًا من التدريب الميداني، مما سمح بتوسيع المشروع. وهكذا، بدأ فريق البحث بإجراء استطلاعات في البيئات الريفية، حيث كانوا يختارون المشاركين عشوائياً، مع التركيز على السكان المحليين الأكبر سنًا، بافتراض أنهم تلقوا تعليمًا أقل، مما يتيح دراسة لغة أقرب إلى الأشكال القديمة وأقل تأثرًا بالمعايير الحديثة.
خلال أبحاثها، اكتشفت أن إجراء المقابلات مع النساء كان أسهل، لأنهن كن يشاركن في أنشطة تقليدية مرتبطة بهن تاريخيًا، لكن فريقها أجرى مقابلات أيضًا مع الرجال. لاحظت أن النساء يتحدثن بسرعة أكبر، مما يجعل عملية تفريغ النصوص أكثر تعقيدًا. وتؤكد أنه لا يوجد أي تهديد لوحدة اللغة الإسبانية اليوم، بل على العكس، فهي أكثر توحيدًا مما كانت عليه في القرون الماضية، كما أن اللهجات لا تزال قائمة، ولا يوجد اندماج كامل بينها.
بالإضافة إلى ذلك، منذ رسالتها للدكتوراه، قامت أيضًا بإعداد طبعات نقدية للنصوص في العصور الوسطى وإجراء دراسات على النصوص التاريخية والوقائع التاريخية من العصور الوسطى، وخاصة تلك التي كُتبت تحت رعاية ألفونسو العاشر ملك قشتالة، مثل Estoria de España وGeneral estoria (1270-1284). كما أجرت أبحاثًا حول ظهور ظواهر اللِيسْمو (leísmo) واللَيسْمو (laísmo) واللُويسْمو (loísmo) في اللغة القشتالية، مما ساعد على فهم أفضل لاستخدام الضمائر وكيفية تحديد الأنظمة الضميرية المختلفة في شمال ووسط شبه الجزيرة الإيبيرية. ومؤخرًا، درست أيضًا الحياد المادي (el neutro de materia) في اللهجات القشتالية في شبه الجزيرة.
كما أشرفت على عدة أبحاث دكتوراه، من بينها أطروحات كلٍّ من إنريكي باتو، الأستاذ في جامعة مونتريال، وخافيير رودريغيز مولينا، الأستاذ في جامعة كارلوس الثالث.
بالإضافة إلى ذلك، فهي أستاذة كرسي في اللغة الإسبانية في جامعة مدريد (UAM). وفي 18 ديسمبر 2008، تم انتخابها لشغل المقعد "P" في الأكاديمية الملكية الإسبانية (RAE)، خلفًا للراحل أنخيل غونثاليث، بناءً على ترشيح خوسيه أنطونيو باسكوال ومارغريتا سالاس وألبارو بومبو. تولت منصبها رسميًا في 13 فبراير 2011، بعد انتخابها في الجولة الثالثة من التصويت، لتصبح أصغر امرأة تنضم إلى الأكاديمية، والرابعة في تاريخها بعد الكاتبة آنا ماريا ماتوتي، والمؤرخة كارمن إغليسياس، والعالمة مارغريتا سالاس. كما كانت المرشحة الوحيدة التي تم تقديمها لشغل هذا المنصب.
كرّست خطابها الافتتاحي لموضوع "لغة قشتالة وتشكّل الإسبانية"، حيث استهلته بتكريم سلفها أنخيل غونثاليث والتعليق على الجوانب اللغوية في قصائده. نجح خطابها في جذب اهتمام واسع، مما أدى إلى امتلاء القاعة التي تتسع لـ600 شخص قبل نصف ساعة من بدء الحدث.
من بين الحضور، كان هناك عمّها، الذي كان آنذاك محافظًا لبنك إسبانيا ، وزوجته آنذاك، إينيس ألبردي، التي كانت تشغل منصب المديرة التنفيذية لصندوق الأمم المتحدة للمرأة.
في يناير 2015، تم انتخابها النائبة الثانية في مجلس إدارة الأكاديمية الملكية الإسبانية (RAE)، وأعيد انتخابها في ديسمبر 2016. خلال مسيرتها، تعاملت مع شخصيات بارزة مثل غريغوريو سالفادور كاخا، مانويل سيكو، أرتورو بيريث-ريفيرتي، مارغريتا سالاس، إغناثيو بوسكي، سالفادور غوتييريث أوردونييث، ولويس ماتيو دييث، وغيرهم.
فيما يتعلق بعملها داخل الأكاديمية الملكية الإسبانية (RAE)، تتولى إينيس فرنانديز-أوردونييث دراسة تاريخ اللغة الإسبانية وعلاقتها باللغات الرومانسية المحيطة بها، بالإضافة إلى استعادة النصوص القديمة وتفسيرها وإعداد طبعات نقدية لها.
أما فيما يخص الجدل حول التحيز الجنسي في اللغة، فهي ترى أنه لا يمكن اعتبار اللغة الإسبانية متحيزة جنسياً. حيث صرّحت بأن المذكر هو "الجنس غير الموسوم افتراضيًا"، موضحة أن ذلك لا يعني أنه محايد، بل أنه يُستخدم بشكل عام عند وجود تعارض لغوي، في حين أن المؤنث يشير إلى تقييد داخل المجموعة العامة.
وهي أيضًا عضو في المجلس الاستشاري لعدة مجلات علمية، مثل Alcanate، Revista de Estudios Alfonsíes، Diálogo de la Lengua و Meridiénnes، كما شاركت في عام 2014 في مشروع "كوميديون اللغة"، حيث تحدثت عن قصيدة السيد (Cantar de mio Cid).
وفي 18 مارس 2016، شاركت في الجلسة العامة "الإسبانية في العالم: الوحدة والتنوع"، التي عُقدت في بورتوريكو.

## الأعمال
"الاختصار" في أدبنا في العصور الوسطى: تأملات في ضوء العمل التأريخي لألفونسو العاشر".(النسخة الأولى والأخيرة).
نُشر في وقائع المؤتمر الدولي الثاني لتاريخ اللغة الإسبانية، المجلد الثاني، مدريد، جناح إسبانيا، 1992، الصفحات 631-640.
"ألفونسو العاشر الحكيم في تاريخ اللغة الإسبانية".
النسخة الرقمية متاحة في المكتبة الافتراضية ميغيل دي ثيرفانتس، 2009.
"الحكايات التاريخية لألفونسو الحكيم".
نُشرت بواسطة دار إصدارات إستموس، 1992، ضمن سلسلة المكتبة الإسبانية لعلم اللغة والفيلولوجيا.
رقم ISBN 84-7090-264-4.
النسخة الرقمية متاحة في المكتبة الافتراضية ميغيل دي ثيرفانتس، 2009.